# Малая Гусиха
 Малая Гусиха — село в Базарно-Карабулакском районе Саратовской области в составе сельского поселения Липовское муниципальное образование.

## География
Находится на расстоянии примерно 22 километра по прямой на север-северо-запад от районного центра поселка Базарный Карабулак.

## История
Официальная дата основания 1703 год. По другим данным, 1745 год. По данным 1859 года в деревне насчитывалось 38 дворов, 297 жителей. В 1910 году в 108 домохозяйствах проживало 763 человека. В советское время работали колхозы «Пятилетка в 4 года», имени Ленина и «Знамя Ленина». С начала 1970-х годов село начало приходить в упадок и пустеть.

## Население
Постоянное население составляло 78 человек в 2002 году (русские 94 %), 66 в 2010.